# 中國合夥人
是2013年由陈可辛执导的一部劇情片，2013年5月17日在中国大陆上映。香港和台灣則分别于2013年5月30日和8月2日上映。
本片获得第29届金鸡奖最佳故事片、最佳导演和最佳男主角三个大奖，使陈可辛成为第一个来自香港的金鸡奖最佳导演，而且也成为了华人电影圈第一个实现台灣金马奬、香港金像奬以及中國金鸡奖大满贯的导演。

## 劇情
讲述从1980年代到21世纪长达30年的大变革背景下，“土鳖”成东青、“海歸”孟晓骏和“愤青”王阳三位燕京大学（以北京大学为原型）好友毕业后为了改变自身命运、创办英语培训学校——「新梦想」，最终实现中国式梦想的屌丝逆袭的励志故事。

## 演员表
| 演員   | 角色   | 備註 |
| 黄晓明 | 成东青 | 农村出身，前两次高考落榜后第三次才考上大学，毕业后申请往美国深造，三次都被拒签。后留在大学任教，却因在外私自授课被校方发现后开除。其独特的教学法渐渐吸引了不少学生。办学规模扩大后同孟晓骏和王阳创办了“新梦想”外语培训学校，成为众多学生口中的“留学教父”。           |
| 邓超   | 孟晓骏 | 出身精英世家，爷爷与父亲都是留美归来的学者，自幼熟背英语词典，大学毕业后如愿前往美国，先在一个实验室担任助教工作，后来在餐馆当杂工，工作失意无奈回国后同成东青一起创办了新梦想，担任学校的签证面试老师。因希望新梦想学校早日上市，渐渐跟意见不同的成东青产生了矛盾。 |
| 佟大为 | 王阳   | 自由浪漫派青年，热爱文学、梦想当个诗人。大学毕业后赴美签证成功，却因美国女孩放弃出国，不过后来美国女子选择回国两人分手。后来在“新梦想”学校中担任口语老师，同时也调和了成东青和孟晓骏两人之间的矛盾，之后与一个中国女子结婚。                                         |
| 杜鹃   | 苏梅   | 成东青初恋的对象，后来因到了美国而与他分手。 |
| 王振   | 良琴   | 孟晓骏的青梅竹马，后两人结婚 |

## 故事藍本和角色原型
故事取材于新东方学校的创业史，黄晓明、邓超和佟大为的角色饰演的人物原型分別就是新东方创始人俞敏洪、徐小平和王强。导演陈可辛说借用了三位的故事原型，但不全是他们的故事。
2012年9月起在美国纽约市取景拍摄，其他拍摄地包括北京和天津。2012年10月11日杀青。
片尾彩蛋出现了柳传志、马云、俞敏洪、李开復、张朝阳、王石等人士的照片，导演陈可辛说，这是对那个年代成长并成功的企业家的致敬。

### 俞敏洪回应
2013年5月21日，新东方的新浪官方博客貼上了一篇由俞敏洪写的文章，說明新东方没有参与投资《中国合伙人》，“电影以新东方的创业故事为主线，人物以我（即俞敏洪）和徐小平、王强三个人在新东方的共同奋斗、兄弟情谊为蓝本，这是不假的，但电影中发生的事情和实际发生的事情差了很远，电影中人物个性的展示也和现实中我们的个性有很大的不同。”

## 歌曲
1. 〈國際歌〉，唐朝樂隊
2. 〈黃河大合唱〉，冼星海、嚴良堃、中央樂團、郭淑珍、黎信昌、肖銘炎、賈宗昌
3. 〈土耳其進行曲〉，莫扎特
4. 〈新長征路上的搖滾〉，崔健
5. 〈一樣的月光〉，蘇芮
6. 〈花房姑娘〉，崔健
7. 〈Leaving On A Jet Plane（英语：Leaving On A Jet Plane）〉，Peter、Paul & Mary
8. 〈瀟灑走一回〉，陳大力、陳秀男、葉蒨文
9. ，Beyond
10. 〈外面的世界〉，齊秦
11. 〈光陰的故事〉，羅大佑（主題曲，參考電影原聲帶）

## 票房
中国大陆
首周三天票房达到1亿800万人民币，是該周的票房冠军。根據中国电影报官方微博透露《中国合伙人》蟬連兩週票房冠軍。截至7月7日，影片累计票房已达到5.37亿。
香港
《中国合伙人》在5月30日香港上映。首周四天票房达到約155萬港元，為該周票房第五名。截至2013年6月23日，累计票房收入約454萬港元。
台湾
台北首周末收获94万台币列第10位。
| 上一届： 《钢铁侠3》 | 2013年中国内地一周票房冠军 第20周、第21周 | 下一届： 《星际迷航：暗黑无界》 |

## 评价
- 《求是》杂志：（本片）“以浓浓的励志色彩，释放出梦想的力量。它展示的是中国改革开放以来青年人的远大梦想，也是面向更加广阔世界的中国梦想。这种力量，不仅让无数亲历者感同身受，也让年轻一代对未来充满信心。此電影也成為黃曉明從影以來的代表作。”[13]

## 獎項及提名
| 獎項                              | 類別             | 获奖者               | 結果 |
| --------------------------------- | ---------------- | -------------------- | ---- |
| 第32届大众电影百花奖              | 最佳導演         | 陈可辛               | 提名 |
| 第32届大众电影百花奖              | 优秀故事片       | 中國合夥人           | 獲獎 |
| 第32届大众电影百花奖              | 最佳編劇         | 周智勇、張冀、林愛華 | 提名 |
| 第32届大众电影百花奖              | 最佳男主角       | 黄晓明               | 獲獎 |
| 第32届大众电影百花奖              | 最佳男配角       | 佟大為               | 獲獎 |
| 第12届长春电影节                  | 最佳华语故事片   | 《中國合夥人》       | 獲獎 |
| 第12届长春电影节                  | 最佳導演         | 陈可辛               | 獲獎 |
| 第12届长春电影节                  | 最佳男主角       | 黄晓明               | 獲獎 |
| 第12届长春电影节                  | 最佳男配角       | 佟大為               | 獲獎 |
| 第12届长春电影节                  | 最佳女配角       | 杜鵑                 | 提名 |
| 第12届长春电影节                  | 最佳攝影         | 杜可风               | 獲獎 |
| 第12届长春电影节                  | 最佳編劇         | 周智勇、張冀、林愛華 | 提名 |
| 第12届长春电影节                  | 最佳音樂         | 金培達               | 提名 |
| 第29屆金雞獎                      | 最佳故事片       | 中国合伙人           | 獲獎 |
| 第29屆金雞獎                      | 最佳導演         | 陈可辛               | 獲獎 |
| 第29屆金雞獎                      | 最佳男主角       | 黄晓明               | 獲獎 |
| 第29屆金雞獎                      | 最佳女配角       | 杜鵑                 | 提名 |
| 第29屆金雞獎                      | 最佳攝影         | 杜可风               | 提名 |
| 第50屆金馬獎                      | 最佳男配角       | 佟大為               | 提名 |
| 第50屆金馬獎                      | 最佳原著劇本     | 周智勇、張冀、林愛華 | 提名 |
| 第50屆金馬獎                      | 最佳造型設計     | 吳里璐               | 提名 |
| 第50屆金馬獎                      | 最佳剪輯         | 肖洋                 | 提名 |
| 第56屆亞太影展                    | 最佳男配角       | 佟大為               | 提名 |
| 第15屆中國電影華表獎              | 优秀原创剧本奖   | 周智勇、張冀         | 獲獎 |
| 第15屆中國電影華表獎              | 优秀男演员奖     | 黄晓明               | 獲獎 |
| 第5届中国电影导演协会年度表彰评选 | 年度港台导演     | 陈可辛               | 獲獎 |
| 第33屆香港電影金像獎              | 最佳編劇         | 周智勇、張冀、林愛華 | 提名 |
| 第33屆香港電影金像獎              | 最佳男配角       | 佟大為               | 提名 |
| 第33屆香港電影金像獎              | 最佳女配角       | 杜鵑                 | 提名 |
| 第33屆香港電影金像獎              | 最佳新演員       | 杜鵑                 | 提名 |
| 第33屆香港電影金像獎              | 最佳服裝造型設計 | 吳里璐               | 提名 |
| 第四届北京国际电影节              | 天坛奖最佳影片   | 中国合伙人           | 提名 |
| 第四届北京国际电影节              | 最佳編劇         | 周智勇、張冀、林愛華 | 獲獎 |
| 第14届华语电影传媒大奖            | 最受瞩目电影     | 中国合伙人           | 提名 |
| 第14届华语电影传媒大奖            | 最受瞩目男演员   | 邓超                 | 提名 |
| 第14届华语电影传媒大奖            | 最受瞩目表现     | 杜鹃                 | 提名 |